# Дідодуб (пам'ятка природи)
Ді́додуб — ботанічна пам'ятка природи місцевого значення в Україні. Розташований на території Медвинської сільської громади Білоцерківського району Київської області, на північ від села Бране Поле.
Площа 0,01 га. Статус присвоєно згідно з рішенням Київської обласної ради 22 червня 2017 року № 345-15-VII. Перебуває у віданні ДП «Богуславське лісове господарство» (Медвинське л-во, кв. 8 вид. 2).
Статус присвоєно для збереження одного екземпляра вікового дуба. 
Пам'ятка природи «Дідодуб» розташована в межах заповідного урочища «Турчино».